# مرغن عزيز أباد
مرغن عزيز أباد هي قرية في مقاطعة شوط‌، إيران. عدد سكان هذه القرية هو 696 في سنة 2006.